# Dargah suliman
dargah suliman (persiska: Dargāh-e Soleymān, درگاه سلیمان, Dargāh Soleymān, دَرگاه سُلِيمان) är en ort i Iran.   Den ligger i provinsen Kurdistan, i den nordvästra delen av landet, 500 km väster om huvudstaden Teheran. dargah suliman ligger 1 496 meter över havet och antalet invånare är 337.
Terrängen runt dargah suliman är huvudsakligen kuperad. dargah suliman ligger nere i en dal.Runt dargah suliman är det ganska glesbefolkat, med 50 invånare per kvadratkilometer. Närmaste större samhälle är Saqqez, 14,3 km nordväst om dargah suliman. Trakten runt dargah suliman består i huvudsak av gräsmarker.